# Jacob Mangers
Jacob Mangers SM (franz. Jacques Mangers) (* 18. März 1889 in Stolzemburg, Luxemburg; † 7. Januar 1972) war der Oberhirte der katholischen Kirche in Norwegen von 1932 bis 1964.

## Leben
Mangers studierte, nachdem er den Maristenpatres beigetreten war, in deren Kongregationsschule in Differt (Belgien). Er studierte späterhin Philosophie in Paris und Theologie in Rom. Er erlangte 1920 den Grad eines Doktors der Theologie. Jacob Mangers wurde am 3. April 1920 in Rom zum Priester geweiht.
Er wurde 1925 nach Norwegen gesandt, wo er zunächst Hilfspriester der Gemeinde St. Paul in Bergen wurde. Er bereitete die Errichtung einer Gemeinde in Haugesund (St. Josef) vor und wurde am 1. Januar 1926 dorthin versetzt. 1931 wurde er nach Stavanger versetzt.
1932 wurde er zum apostolischen Vikar in Oslo ernannt und am 24. August des gleichen Jahres in der Kathedrale von Luxemburg als Titularbischof von Selja zum Bischof geweiht. Mangers wurde 1953, mit der Erhebung des Vikariats zum Bistum Oslo durch Pius XII., zu dessen erstem katholischen Bischof nach der Reformation bestellt. Mangers trat am 13. Dezember 1964 in den Ruhestand, stattgegeben durch Papst Paul VI. mit gleichzeitiger Ernennung zum Titularbischof von Afufenia. Seine letzten Jahre verbrachte er im Zitha-Kloster in Luxemburg. Beigesetzt wurde er im elterlichen Grab in Bissen.